# Benzoato de calcio
El Benzoato de calcio es una sal cálcico del ácido benzoico (ácido fenil-carboxílico). Se emplea en la industria alimentaria como conservante y se suele codificar como E 213. El ácido benzoico y sus sales se encuentran de forma natural en las frutas y en algunos lácteos (debido a la fermentación).

## Propiedades
Se suele emplear como conservante en los alimentos de carácter ácido. Sus funciones conservantes dejan de ser efectivas con alimentos con pH superior a 5. Aparece en las frutas debido a sus propiedades fungicidas. Detiene el crecimiento de mohos y levaduras.

## Usos
Se emplea fundamentalmente como conservante en algunos alimentos como bebidas, sobre todo en la cerveza sin alcohol. Pastas de frutas bajas en calorías. 